# Paul Marie Mirouel
Pour les articles homonymes, voir Mirouel.
Paul Marie Mirouël (né à Rupt-sur-Moselle le 4 septembre 1869 et décédé à Paris le 24 juin 1958) était le fils d'un simple brigadier forestier de la forêt d'Eu (propriété d'Henri d'Orléans duc d'Aumale). Il est représentatif des possibilités (limitées) d'une ascension sociale dans la France de la fin du XIXe siècle.

## Biographie
Après une enfance passée dans les Vosges et en Normandie, Bachelier ès-sciences, puis une année de mathématiques supérieures au lycée Corneille de Rouen, il échoue à 17 ans au concours d'entrée de l'École polytechnique. Après la mort par phtisie de son unique frère Henri, élève à l'École normale supérieure, et  faute de moyens financiers, il abandonne ses études et s'engage alors dans l'armée à Rouen en 1887.
Soldat de 2e classe du Train en janvier 1888, il devient successivement brigadier en août 1888, maréchal des logis en 1889 et passe dans la réserve en décembre 1890.
Réengagé pour trois ans dans le 13e régiment d'artillerie, il devient canonnier en janvier 1891, brigadier en avril 1891, maréchal des logis en mai de la même année.
Il entre comme élève officier à l'École militaire de l'artillerie et du génie en avril 1893. Il sort 15e sur 83 de l'École de Versailles (ex-École impériale militaire, future École spéciale militaire de Saint-Cyr). Il s'engage à nouveau en janvier 1894.
Sous-lieutenant du 18e régiment d'artillerie en avril 1894, puis du 9e régiment d'artillerie en octobre 1894, il est nommé lieutenant en second en avril 1896, lieutenant en premier en mai 1901, capitaine en second à partir de décembre 1905, il dirige le service des munitions à la Direction de l'Artillerie de Toulon.
Capitaine commandant le 7e groupe auton. d'artillerie à pied d'Afrique en mars 1910, il participe à la Campagne de Tunisie de 1910 à 1911, puis à toute la Campagne de France à partir d'août 1914.
Commandant du 3e groupe du 32e régiment d'artillerie en mai 1915. Nommé Chef d'escadron en mai 1916.
Très apprécié de ses hommes, mais un peu moins de l'état-major pour son caractère rebelle aux ordres absurdes -« j'attends le contre-ordre »…, il est proposé au grade de lieutenant-colonel en septembre 1918, sa nomination ne sera toutefois confirmée qu'en 1926 sur l'insistance du Général Mangin mais après le décès de ce dernier...
Nommé au commandement du 4e groupe du 32e régiment d'artillerie (École d'application de l'artillerie et du génie  de Fontainebleau) en janvier 1919.
Classé à l'état-major particulier, il est nommé sous-directeur administratif de l'École centrale de pyrotechnie de Bourges en janvier 1924.
Admis à faire valoir ses droits à la retraite en octobre 1924, il sera rayé des cadres et admis à l'honorariat de son grade en décembre 1932.

## Citations
Ordre de l'Armée en date du 2-2-1916
"Au front depuis le début de la campagne, a toujours fait preuve comme commandant de batterie puis comme commandant de groupe d'un sang-froid, d'une bravoure et d'une habileté professionnelle remarquables. S'était déjà signalé par sa belle conduite le 23 aout 1914, le 20 septembre 1914, le 14 décembre 1914, le 9 mai 1915, A contribué efficacement le 24 janvier 1916 à arrêter par le tir de ses batteries une attaque ennemie préparée par un bombardement d'une intensité exceptionnelle.

Ordre du Régiment du 7-2-1917
Le 24-10-1916, sous le commandement du chef d'escadron Mirouel, et le 15-12-1916, sous le commandement du Capitaine Haag, chargé de la préparation et du commandement de l'attaque du Régt Colonial du Maroc, a accompli sa mission d'une façon digne des plus grands éloges et a pris la plus large part aux brillants succès remportés par le régiment.

Officier de la Légion d'honneur en date du 1er avril 1917
"Au front depuis le début de la campagne, a donné de nombreuses preuves de bravoure et de sang-froid. Après avoir contribué en juillet 1916 à l'énergique défense d'un secteur violemment bombardé, a pris une part efficace aux succès des attaques du 24 octobre et du 15 octobre 1916"

Corps d'Armée (14-11-1917)
"D'un courage calme et imperturbable, d'une expérience consommée, a exécuté au cours de la préparation de l'attaque de la Malmaison de nombreuses reconnaissances en dehors des tranchées, très près de l'ennemi, et malgré de nombreux bombardements, a commandé avec une sûreté remarquable un groupement d'artillerie de campagne pendant toute l'attaque."

Armée (12-12-1918)
"Sous le commandement du chef d'escadron Sutterlin, et grâce à l'habileté et au sang-froid des " chefs d'escadron Duchalet, Rochet et Mirouel, commandant les groupes et de tous officiers et troupe, a pu remplir sa mission jusqu'au bout, arrêter l'ennemi aux lisières de Rollot, se dégager sous les feux d'artillerie et d'infanterie et occuper aussitôt de nouvelles positions en éprouvant le minimum de pertes (30 mars 1918)"

Corps d'Armée du 21 août 1918
"Commandant de groupe accompli, a montré les plus belles qualités militaires au cours des opérations de mars à juillet 1918, notamment du 30 mars au 10 avril et du 12 mai au 10 juin, en aidant par la précision et l'efficacité des tirs de ses batteries, à conserver intégralement notre ligne. Le 10 juin où il a opéré dans la nuit sans perte de matériel un repli difficile dans une situation critique. S'est prodigué pendant la préparation et l'exécution de l'offensive du 11 au 26 juillet contribuant largement par l'habileté de ses dispositions et l'endurance de son personnel à la réussite des opérations"

Ordre Général (25-11-1920)
"Le général commandant le 5e CA cite à l'ordre du Corps d'Armée le chef d'escadron Mirouel du 32e RA "chargé comme adjoint au général Cdt la subdivision de fonctionnement de l'École d'Instruction des Officiers de complément, s'est adonné à cette tâche avec tout son cœur et toute son intelligence. Par son activité inlassable, a réussi à accroître sensiblement le nombre des officiers inscrits à l'école et celui des officiers prenant part réellement aux réunions ainsi qu'à maintenir la plus étroite liaison entre l'École et le Groupement d'Officiers de complément du territoire"
Résumé des notes (dossier de demande de mise à la retraite):

« Mobilisé avec sa batterie, fait preuve sous le feu de calme et de sang froid. Reçoit le commandement du Vème groupe en mai 1915 ; est apprécié comme excellent chef de groupe ayant beaucoup de bon sens, de finesse d'esprit, de l'autorité, un sang froid imperturbable sous le feu. Brillante conduite en 1916 à Béthlainville, Fleury, Douaumont, et en 1917 à Heurtelin (avril) et (à) la Malmaison (octobre). Toujours apprécié en 1918 où il fait preuve de décision et d'expérience et de connaissances techniques (mars à juillet). Évacué en juillet 1918 à la suite d'un incident survenu au cours d'une reconnaissance ; commande le groupe d'instruction de l'École de Fontainebleau en février 1919, assure ce commandement avec de remarquables qualités d'organisateur et de chef.

"Assure le commandement de son groupe après la réorganisation du 32e, puis l'intérim du commandement du régiment pendant l'absence du Chef de Corps en 1920 en donnant toute satisfaction. Plusieurs fois proposé pour Lieutenant -Colonel et noté comme apte aux fonctions de Chef de Corps.

Continue en 1921 à commander son groupe de la façon la plus heureuse ; désigné en outre pour remplir les fonctions de Major de la garnison, y affirme ses qualités de conscience, jugement, fermeté, et pondération. Proposé pour Lt-Colonel. Depuis 1921 remplit inclusivement les fonctions de Major de la garnison, y est toujours aussi apprécié.

Très apprécié également en 1924 comme sous-Directeur administratif de l'École Pyrotechnique. Admis à la retraite en octobre 1924. »

## Campagnes
- Tunisie du 2 avril 1900 au 6 avril 1902
- Tunisie du 24 avril 1908 (Bizerte) au 25 janvier 1909
- Tunisie du 16 avril 1909 au 19 octobre 1911
- France du 2 août 1914 au 23 octobre 1919
- Opération du 32e RA
- Retraite de Charleroi, Guise, Montmirail (du 23 août  au 5 septembre 1914)
- Batailles de la Marne et de l'Aisne (du 6 septembre au 27 octobre 1914)
- Bataille de l'Yser. La Maison du Passeur. Ypres (du 31 octobre à fin décembre 1914)
- Nieupert (du 3 février 1915 à avril 1916)
- Rive gauche de la Meuse (304) (du 1er juin au 24 juillet 1916)
- Rive droite de la Meuse (prise de Fleury) (du 10 août au 29 août 1916)
- Prise de Douaumont (24 octobre) (du 6 octobre au 7 novembre 1916)
- Louvement (15 décembre) (du 5 décembre au 28 décembre 1916)
- Aisne (16 avril) (du 1er avril au 12 juillet 1917)
- La Malmaison (25 octobre) (du 25 août au 31 octobre 1917)
- Bataille de Picardie (combat de Rellet) (du 29 mars au 11 avril 1918)
- Opérations devant Noyon (du 12 mai au 14 juillet 1918)
- Seconde bataille de la Marne,Offensive dans l'Aisne (Longpont, Bougneux) (du 17 juillet au 26 juillet 1918).

## Décorations
- Officier de la Légion d'honneur (14 avril 1917)[2]
- Croix de guerre 1914–1918 avec palmes (2) et étoiles (3)
- Croix de guerre belge avec palme
- Officier du Nichan Iftikhar (Tunisie)